# Карапеллезе, Риккардо
Риккардо Карапеллезе (итал. Riccardo Carapellese; 1 июля 1922, Чериньола, Апулия — 20 октября 1995, Рапалло, Лигурия) — итальянский футболист, нападающий. Играл за ряд итальянских клубов и сборную Италии.

## Карьера
Риккардо начал свою карьеру в клубе Специя из Серии В.В сезоне 1942/43 он сыграл 19 матчей и забил 3 гола. Из-за войны его карьера прервалась и лишь в 1945 нападающий вернулся в футбол. В том сезоне итальянец сыграл 16 матчей за Комо, в которых ему удалось забить 3 мяча. В 1946 году Карапеллезе дебютировал в Серии А в составе Милана. В течение нескольких лет Риккардо был игроком стартового состава, много забивал и начал выступать за сборную страны. В 1949 году Карапеллезе перешёл в Торино. Причиной перехода стала авиакатастрофа при Суперге, в которой погиб весь основной состав команды. В 1952 году он перешёл в Ювентус, в составе которого нападающий провёл 20 (по другим данным 17) матчей (9 забитых голов). В 1953 Риккардо Карапеллезе полнил ряды клуба Дженоа, за который он отыграл четыре года. Последние годы карьеры Карапеллезе провёл в низших дивизионах. В Серии А он провёл 318 матчей и забил 111 голов.

## Сборная Италии
В составе сборной нападающий дебютирует 9 ноября 1947 года в Вене в матче с австрийцами (1-5), в котором он забил гол. В 1950 Карапеллезе принял участие в чемпионате мира, в розыгрыше которого ему удалось забить два гола в ворота Швеции и Парагвая. Последний раз он сыграл за сборную 25 апреля 1956 года с бразильцами (3-0).Всего за сборную футболист сыграл 16 матчей и забил 10 голов.